# Tormac
Tormac (fino al 1924 Voicu, in ungherese Végvár, in tedesco Rittberg) è un comune della Romania di 2654 abitanti (2007), ubicato nel distretto di Timiș, nella regione storica del Banato. 
Il comune è formato dall'unione di 3 villaggi: Cadăr, Șipet, Tormac.